# Poppodium Manifesto

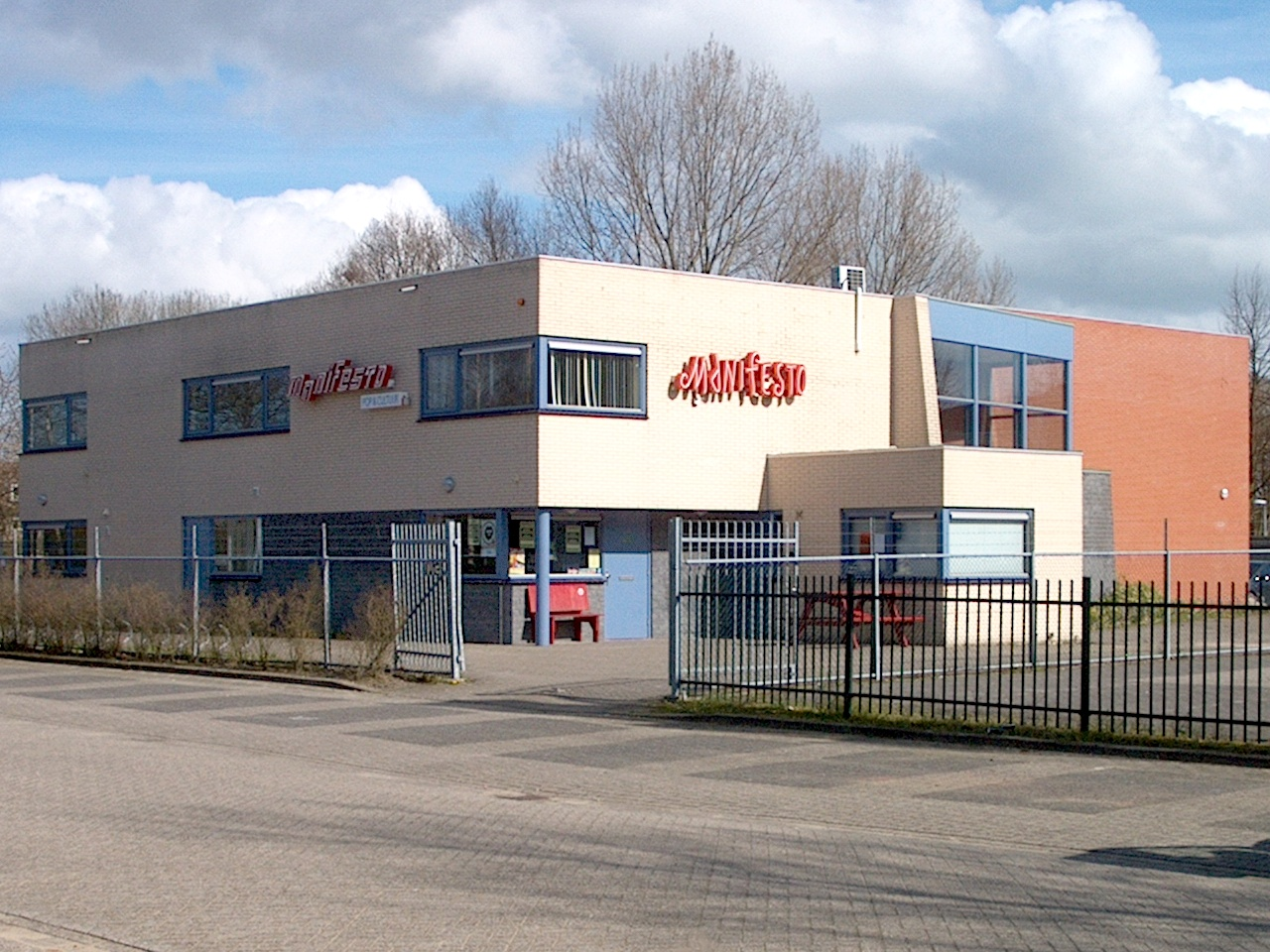
Manifesto

Manifesto is een poppodium gelegen aan de Holenweg in Hoorn. Het is ontstaan in 1999 als opvolger van het gesloten jongerencentrum Troll. De locatie heeft 2 verschillende podia, namelijk de zaal en het café. De zaal heeft een capaciteit van 300 personen en het café een capaciteit van 50 personen.
Enkele noemenswaardige artiesten die op deze locatie hebben opgetreden zijn Miss Montreal, The Pretty Things, Mick Taylor, Alain Clark en Chef'Special